# Сандинистички фронт националног ослобођења
Сандинистички фронт националног ослобођења (шп. Frente Sandinista de Liberación Nacional, FSLN) је политичка партија социјалистичке оријентације у Никарагви. Основана је 1961. у илегали као покрет усмерен на рушење режима предсједника Анастасија Сомозе, а име је добио по Августу Сандину, борцу против америчких снага у Никарагви 1920-их и 1930.их година. 1970-их су почели с интензивним герилским активностима које су 1979. кулминирале у рушењу Сомозе и Сандинистичкој револуцији.
Сандинисти су по преузимању власти започели цео низ демократских реформи, али и оних усмерених на стварање социјалистичког друштва по марксистичким начелима. Због тога, као и због повезаности с Кубом и Совјетским Савезом, САД су преко ЦИА-е и од ње обучених контрашких побуњеника водили рат с циљем рушења сандинистичког режима. Сандинисти су на крају 1990. године изгубили власт након демократских избора.
ФСЛН је, међутим, остала једна од две најјаче политичке странке у Никарагви, иако се од ње 1995. одвојила социјалдемократска фракција касније названа Покрет сандинистичке обнове (МРС). Године 2006, њен вођа Данијел Ортега изабран је за председника Никарагве.